# رموز الاتحاد الأوروبي
| الشعار     | الإتحاد الأوروبي | مجلس أوروبا |
| ---------- | ---------------- | ----------- |
| علم        | نعم              | نعم         |
| نشيد       | نعم              | نعم         |
| شعار       | نعم              | لا          |
| يوم أوروبا | 9 مايو           | 5 مايو      |

الموقعون على إعلان عام 2007 باللون الأزرق الداكن.

يستخدم الاتحاد الأوروبي عددًا من الرموز, بما في ذلك علم أوروبا، والنشيد الوطني الأوروبي، وشعار الاتحاد الأوروبي، ويوم أوروبا.
لا تتمتع هذه الرموز بأي وضع رسمي في معاهدات الاتحاد الأوروبي, ولكنها مستخدمة فعليًا من قبل مؤسسات الاتحاد الأوروبي وتستخدم على نطاق واسع كتعبير عن الأيديولوجيات السياسية للأوروبية الشاملة والتكامل الأوروبي.
وينتشر استخدام علم أوروبا على وجه الخصوص على نطاق واسع بين الفصائل المؤيدة للاتحاد الأوروبي خارج الاتحاد الأوروبي, وخاصة في "الثورات الملونة" في أوروبا الشرقية.

## تاريخ
تعود هذه الرموز إلى عام 1985, عندما تم تقديمها خلال قمة المجتمعات الأوروبية في ميلانو. في عام 1985, أطلقت المفوضية الأوروبية "مجموعة من الرموز الثقافية", رداً على التقرير الذي قدمته اللجنة المخصصة "من أجل أوروبا الشعبية" برئاسة بييترو أدونينو. وكان الهدف هو تسهيل التكامل الأوروبي من خلال تعزيز الهوية الأوروبية الشاملة بين سكان الدول الأعضاء في الجماعة الأوروبية. اعتمد المجلس الأوروبي "يوم أوروبا" إلى جانب علم أوروبا (الذي لا يُطلق عليه من الناحية الفنية "علم" بل "شعار") وعناصر أخرى في 29 سبتمبر 1985 في ميلانو. وحتى في ذلك الوقت, كانت هناك اعتراضات قوية ضد تبني المجتمعات الأوروبية لرموز الدولة, وخاصة من جانب المملكة المتحدة. وبالتالي, لم يكن اعتماد "العلم الأوروبي" ممكنًا إلا من خلال تجنب الاستخدام الرسمي لمصطلح "علم", بحيث يظل "العلم الأوروبي" رسميًا "شعارًا أو رمزًا مؤهلًا لإعادة إنتاجه على قطع مستطيلة من القماش".
وكان من المقرر الاعتراف رسميا بهذه الرموز كجزء من المعاهدة المنشئة لدستور أوروبا التي تم توقيعها في عام 2004. وبما أن المعاهدة الدستورية المقترحة فشلت في الحصول على التصديق في دولتين عضوين, فقد تم حذف ذكر جميع الشعارات التي تشبه شعارات الدولة, بما في ذلك العلم, من معاهدة لشبونة البديلة لعام 2007. وبدلاً من ذلك, أصدرت 16 دولة عضو إعلاناً تم تضمينه في الوثيقة الختامية للمؤتمر الحكومي الدولي ‏ الذي اعتمد معاهدة لشبونة, حيث جاء فيه أن العلم والنشيد الوطني والشعار والعملة ويوم أوروبا "ستظل بالنسبة لهم رموزاً للتعبير عن الشعور بالمجتمع بين الناس في الاتحاد الأوروبي وولائهم له":
تعلن بلجيكا وبلغاريا وألمانيا واليونان وإسبانيا وإيطاليا وقبرص وليتوانيا ولوكسمبورغ والمجر ومالطا والنمسا والبرتغال ورومانيا وسلوفينيا وجمهورية سلوفاكيا أن العلم الذي يحتوي على دائرة من اثني عشر نجمة ذهبية على خلفية زرقاء، والنشيد الوطني القائم على "نشيد الفرح" من السيمفونية التاسعة للودفيج فان بيتهوفن، وشعار "متحدون في التنوع"، واليورو كعملة للاتحاد الأوروبي ويوم أوروبا في 9 مايو، ستظل رموزًا للتعبير عن الشعور بالانتماء للمجتمع لدى شعوب الاتحاد الأوروبي وولائهم له.

اعترض البرلمان الأوروبي على غياب الرموز من معاهدة لشبونة, وأيد اقتراحًا باستخدام الرموز مثل العلم بشكل أكثر تكرارًا في البرلمان, واقترح عضو البرلمان الأوروبي جو لينين ‏ أن يتخذ البرلمان الطليعة مرة أخرى في استخدامها.
في سبتمبر/أيلول 2008, اقترحت لجنة الشؤون الدستورية في البرلمان تغييراً رسمياً في قواعد إجراءات المؤسسة للاستفادة بشكل أفضل من الرموز: سيكون العلم موجوداً في جميع قاعات الاجتماعات (وليس فقط في نصف الدائرة) وفي جميع المناسبات الرسمية؛ وسيتم عزف النشيد الوطني في بداية البرلمان الجديد بعد الانتخابات وفي الجلسات الرسمية؛ وسيتم طباعة الشعار على جميع الوثائق البرلمانية؛ وسيتم الاعتراف رسمياً بـ "يوم أوروبا" من قبل البرلمان. وقد تم تمرير الاقتراح في 8 أكتوبر 2008 بأغلبية 503 صوتًا مقابل 96 (15 امتناعًا عن التصويت).
في عام 2017, أرسل الرئيس الفرنسي إيمانويل ماكرون رسالة إلى رئيس المجلس الأوروبي دونالد توسك تضمنت إعلانًا يؤيد إعلان رموز معاهدة لشبونة.

## علم

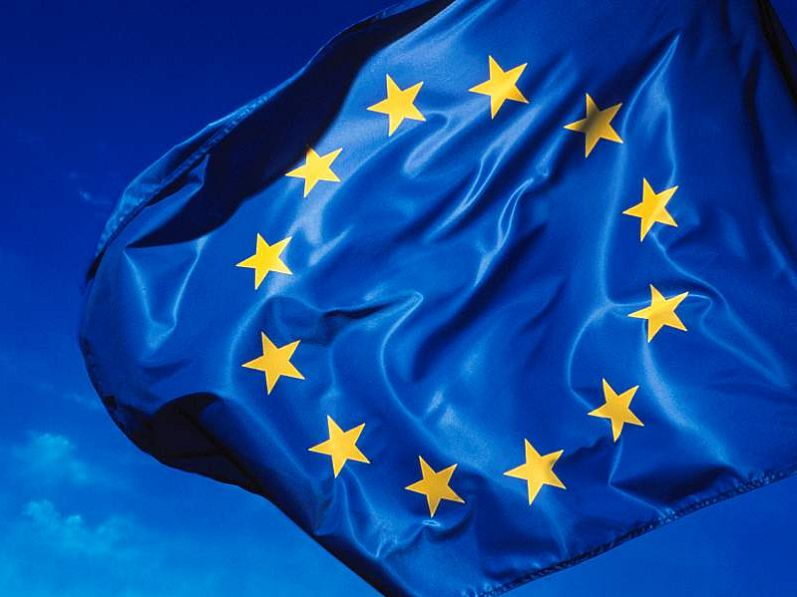
علم أوروبا, شعار كل من مجلس أوروبا والاتحاد الأوروبي.

يتم استخدام علم أوروبا لتمثيل كل من الاتحاد الأوروبي ومجلس أوروبا. وهو عبارة عن دائرة مكونة من ‏ 12 نجمة ذهبية (صفراء) على خلفية زرقاء. يمثل اللون الأزرق الغرب, ويمثل عدد النجوم الاكتمال, في حين يمثل موقعها في الدائرة الوحدة. لا تختلف النجوم باختلاف أعضاء أي من المنظمتين, حيث أنها تهدف إلى تمثيل جميع شعوب أوروبا, حتى تلك التي تقع خارج التكامل الأوروبي.
تم تصميم العلم من قبل أرسين هيتز وبول إم جي ليفي في عام 1955 ليكون رمزًا لمجلس أوروبا, وحث مجلس أوروبا المنظمات الأخرى على اعتماده. في عام 1985, اعتمد الاتحاد الأوروبي, الذي كان يُعرف آنذاك باسم المجموعة الاقتصادية الأوروبية (EEC), هذا العلم كعلم خاص به (بعد أن لم يكن له علم خاص به من قبل) بمبادرة من البرلمان الأوروبي. لم يتم ذكر العلم في معاهدات الاتحاد الأوروبي, حيث تم إسقاط إدراجه مع الدستور الأوروبي, ولكن تم اعتماده رسميًا في القانون.
على الرغم من كونه علم منظمتين منفصلتين, إلا أنه غالبًا ما يرتبط بالاتحاد الأوروبي, نظرًا للمكانة البارزة للاتحاد الأوروبي والاستخدام المكثف للشعار. كما تم استخدام العلم لتمثيل أوروبا في الأحداث الرياضية وكعلامة مؤيدة للديمقراطية خارج الاتحاد. وقد ألهمت هذه الفكرة جزئيًا أعلامًا أخرى, مثل أعلام المنظمات الأوروبية الأخرى وأعلام الدول التي شارك الاتحاد الأوروبي فيها بشكل كبير (مثل علم البوسنة والهرسك وعلم كوسوفو).

## النشيد الوطني

قطعة من المخطوطة الأصلية.

يعتمد النشيد الأوروبي على مقدمة "نشيد الفرح", الحركة الرابعة من السيمفونية رقم 9 للودفيج فان بيتهوفن. بسبب العدد الكبير من اللغات في أوروبا, فهي نسخة آلية فقط, حيث لا تتمتع الكلمات الألمانية الأصلية بأي وضع رسمي. تم الإعلان عن النشيد الوطني في 19 يناير 1972 من قبل مجلس أوروبا, بعد أن تم ترتيبه من قبل القائد هيربرت فون كارايان. تم إطلاق النشيد الوطني من خلال حملة إعلامية واسعة النطاق في يوم أوروبا, 5 مايو 1972.
وقد تم اعتمادها من قبل زعماء الجماعة الأوروبية في عام 1985. إنه لا يحل محل الأناشيد الوطنية, ولكنه يهدف إلى الاحتفال بالقيم المشتركة. يتم لعبها في المناسبات الرسمية من قبل كل من مجلس أوروبا والاتحاد الأوروبي.
تشمل النوتات الموسيقية الأخرى المرتبطة بالقومية الأوروبية ترنيمة اتحاد البث الأوروبي (مقدمة أغنية Te Deum ‏ لمارك أنطوان شاربنتييه؛ والتي يتم تشغيلها على سبيل المثال قبل كل مسابقة الأغنية الأوروبية) ونشيد دوري أبطال أوروبا UEFA (ترتيب لأغنية Zadok the Priest لجورج فريدريك هاندل (واحدة من أناشيد التتويج الخاصة به)؛ والتي يتم تشغيلها قبل بث دوري أبطال أوروبا UEFA على التلفزيون منذ عام 1992).

## يوم أوروبا

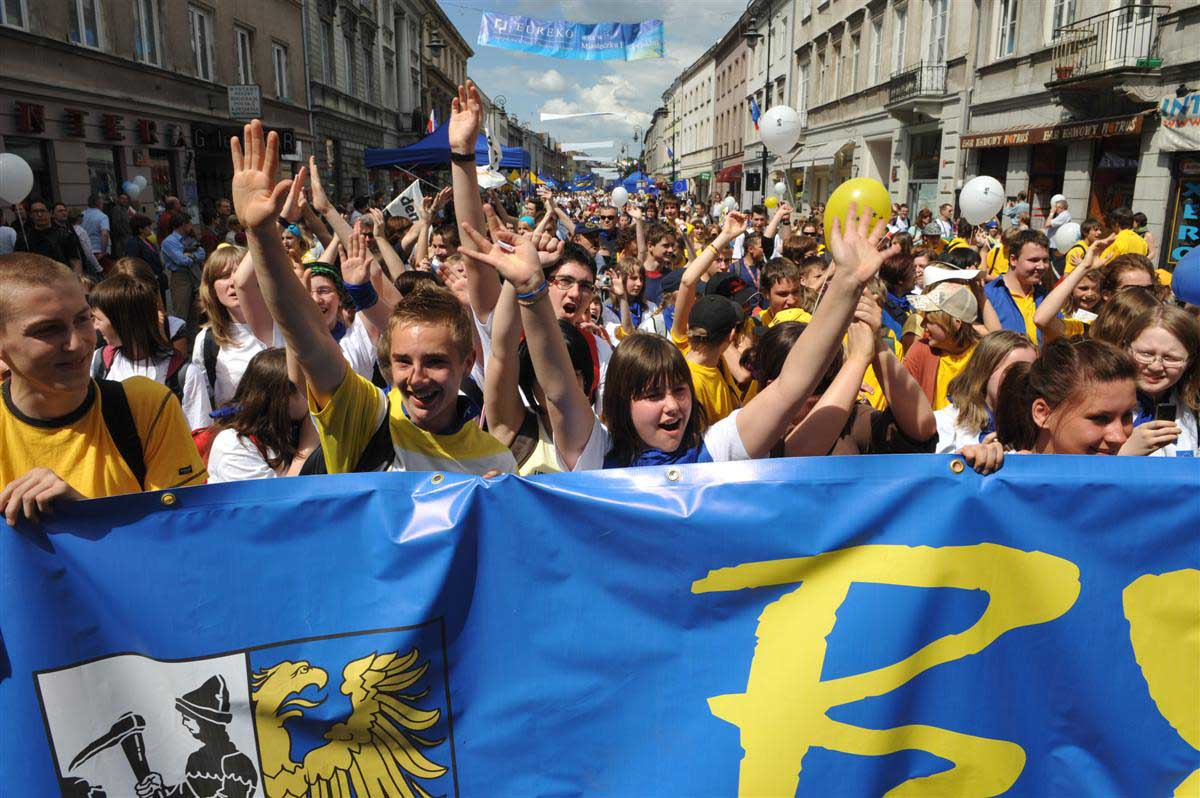
يتم تنظيم مسيرة شومان في وارسو من قبل مؤسسة شومان منذ عام 1999 (صورة عام 2008).

"يوم أوروبا" هو احتفال يقام في 9 مايو, وتم اعتماده مع العلم والنشيد الوطني والشعار في قمة المجتمعات الأوروبية عام 1985. تم اختياره لإحياء ذكرى إعلان شومان عام 1950, وهو الاقتراح الذي يقضي بتجميع صناعات الفحم والصلب الفرنسية والألمانية الغربية.
لقد زاد الاحتفال بيوم أوروبا من قبل السلطات الوطنية والإقليمية في الدول الأعضاء بشكل كبير بعد إنشاء الاتحاد الأوروبي في عام 1993. ألمانيا, على وجه الخصوص, تجاوزت الاحتفال بهذا اليوم فحسب, فمنذ عام ١٩٩٥, امتد الاحتفال ليشمل "أسبوع أوروبا" (يوروبا فوخه) كاملاً, متمركزًا حول التاسع من مايو. وقد أدى اختيار تاريخ تأسيس الجماعة الأوروبية للفحم والصلب, بدلاً من الاتحاد الأوروبي نفسه, إلى إرساء سردية يُقدَّم فيها خطاب شومان على أنه استباق لـ"الاتحاد الأوثق" الذي سعى إليه الاتحاد الأوروبي في العقود اللاحقة, باعتباره حتمية تاريخية أو "مهمة" تاريخية.

### شعار
تم اعتماد "الوحدة في التنوع" كشعار للاتحاد الأوروبي في 4 مايو 2000 بعد مسابقة أطلق عليها شعار أوروبا. إنه مستوحى من شعار باللغة اللاتينية للحائز على جائزة نوبل إرنستو تيودورو مونيتا: في وحدات متنوعة! أو في مجموعة متنوعة من كونكورديا! وقد تم اختيارها من بين المشاركات التي اقترحها تلاميذ المدارس, ثم قبلتها رئيسة البرلمان الأوروبي نيكول فونتين باعتبارها التنوع في الوحدة. في عام 2004, تمت كتابة الشعار في النسخة الإنجليزية من الدستور الأوروبي الفاشل (المادة I-8 حول رموز الاتحاد الأوروبي) تحت عنوان "متحدون في التنوع", ويظهر الآن على المواقع الرسمية للاتحاد الأوروبي باللغة الإنجليزية تحت عنوان "متحدون في التنوع".
تمت ترجمة شعار الاتحاد الأوروبي إلى جميع اللغات الرسمية الـ23 في عام 2004.

## رموز مؤسسات الاتحاد الأوروبي
وقد اعتمدت العديد من المؤسسات والهيئات الاستشارية والوكالات داخل الاتحاد الأوروبي شعارات وعلامات مميزة لتمثيل نفسها:

### المؤسسات

شعار المجلس الأوروبي ومجلس الاتحاد الأوروبي
شعار البنك المركزي الأوروبي
شعار المفوضية الأوروبية
شعار المحكمة الأوروبية للمراجعة
شعار محكمة العدل التابعة للاتحاد الأوروبي
شعار البرلمان الأوروبي

### الهيئات الاستشارية

شعار اللجنة الأوروبية للمناطق
شعار اللجنة الاقتصادية والاجتماعية الأوروبية
الشعار المستخدم من قبل اللجنة السياسية والأمنية  [لغات أخرى]‏
شعار اللجنة العسكرية للاتحاد الأوروبي  [لغات أخرى]‏

### الوكالات

شعار هيئة العمل الخارجي الأوروبية
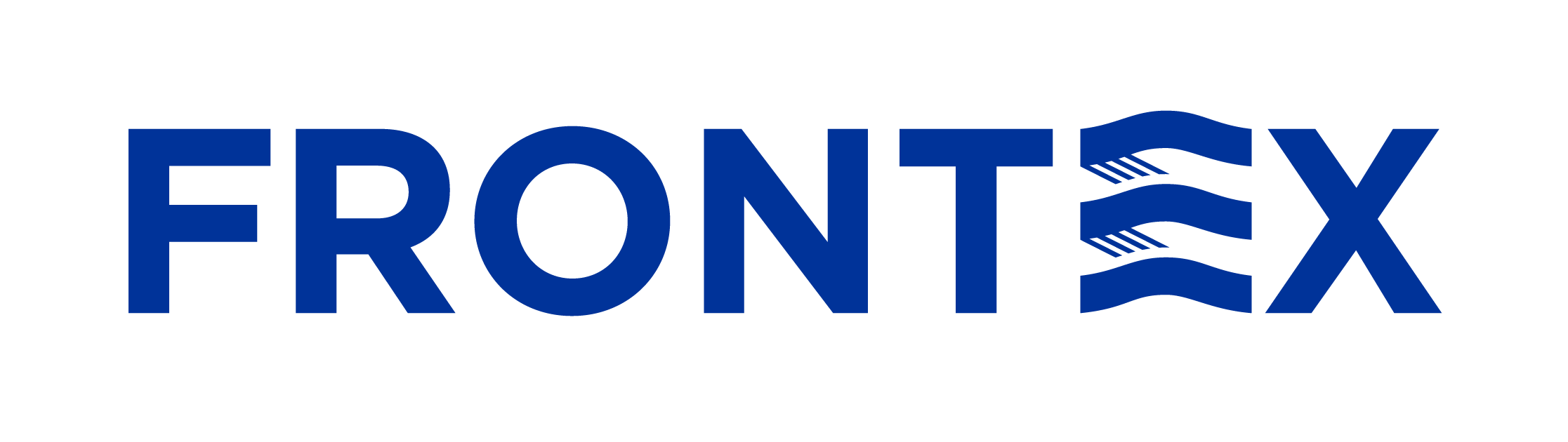
شعار فرونتكس

## علم الجماعة الأوروبية للفحم والصلب

علم الجماعة الأوروبية للفحم والصلب.

استخدمت الجماعة الأوروبية للفحم والفضة النجوم الموجودة في علمها.

## اليورو ورمزه

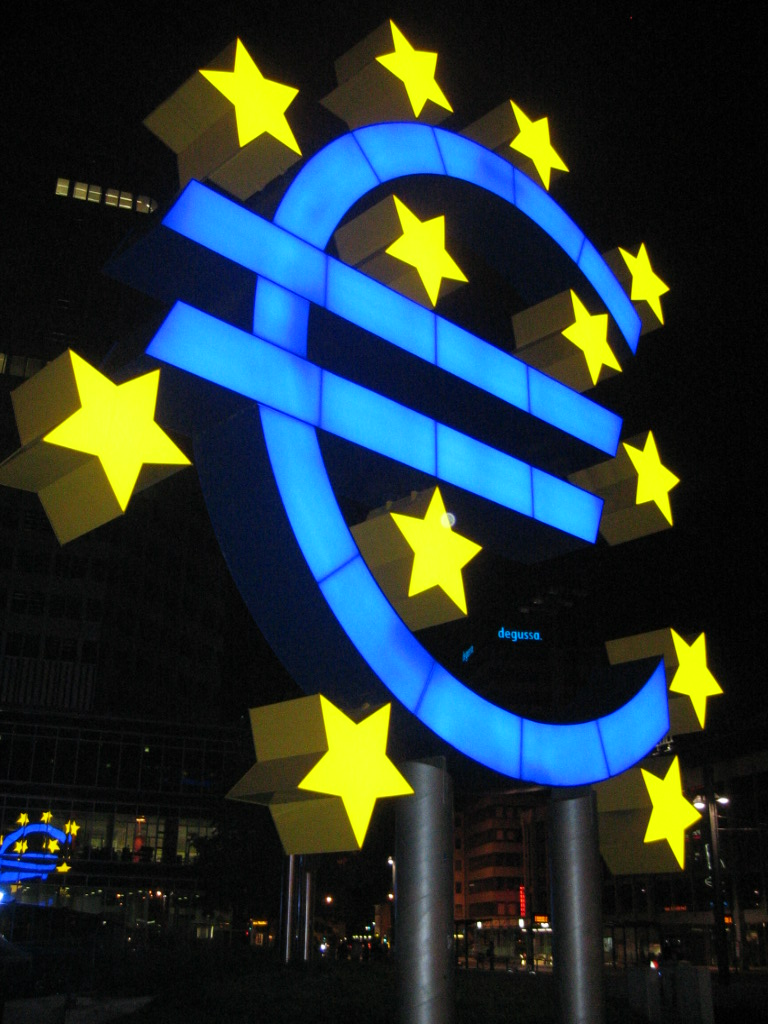
رمز اليورو يظهر على شكل تمثال خارج البنك المركزي الأوروبي

لم يكن اليورو, €, أحد الرموز الأصلية التي أنشأها مجلس أوروبا وهو خاص بالاتحاد الأوروبي, ولكنه أصبح رمزًا منذ أن حل محل 12 عملة وطنية في عام 2002.  ويستخدمه الآن معظم الدول الأعضاء في الاتحاد الأوروبي, ومن ثم أصبح (إلى جانب رمز عملته) أحد الرموز الأكثر ملموسة للوحدة الأوروبية بالنسبة لمواطني الاتحاد الأوروبي (على الرغم من أن هذا بالطبع ليس المقصود أن ينطبق على أوروبا الأوسع كما تفعل الرموز الأخرى).

## التبني من قبل المنظمات الأخرى
كانت هناك منظمات أوروبية أخرى لم تعتمد نفس الرموز التي اعتمدها مجلس أوروبا أو الاتحاد الأوروبي, أو لديها رموز مشتقة من هذه الرموز. تم تطوير علم الجماعة الأوروبية للفحم والصلب (أول الجماعات الأوروبية الثلاث) في نفس الوقت تقريبًا مع علم أوروبا ويشترك في استخدام النجوم واللون الأزرق, ولكنه يستخدم ترتيبًا ورمزية مختلفة تمامًا.
علم اتحاد أوروبا الغربية (منظمة الدفاع الأوروبية) مشتق من علم أوروبا, وتم تعديله لاستخدامه الخاص. تسبق اللجنة المركزية للملاحة على نهر الراين جميع هذه اللجان, لكن علمها يستخدم أيضًا اللون الأزرق ودائرة من النجوم, وإن كان برمزية مختلفة.